# 萨维尼-昂泰尔普莱讷
萨维尼昂泰尔普兰（法語：Savigny-en-Terre-Plaine，法語發音：[saviɲi ɑ̃ tɛʁ plɛn]）是法国勃艮第-弗朗什-孔泰大区约讷省的一个市镇，属于阿瓦隆区。

## 地理
萨维尼-昂泰尔普莱讷（47°29'45"N, 4°5'9"E）面积8.69 平方千米，位于法国勃艮第-弗朗什-孔泰大區约讷省，该省份为法国中北部内陆省份，西接卢瓦雷省，西北接塞纳-马恩省，南至涅夫勒省，东临科多尔省，东北与奥布省接壤。
与萨维尼-昂泰尔普莱讷接壤的市镇（或旧市镇、城区）包括：图特里、圣安德烈-昂泰尔普莱讷、索维尼勒伯雷阿勒、吉永泰尔普莱讷。

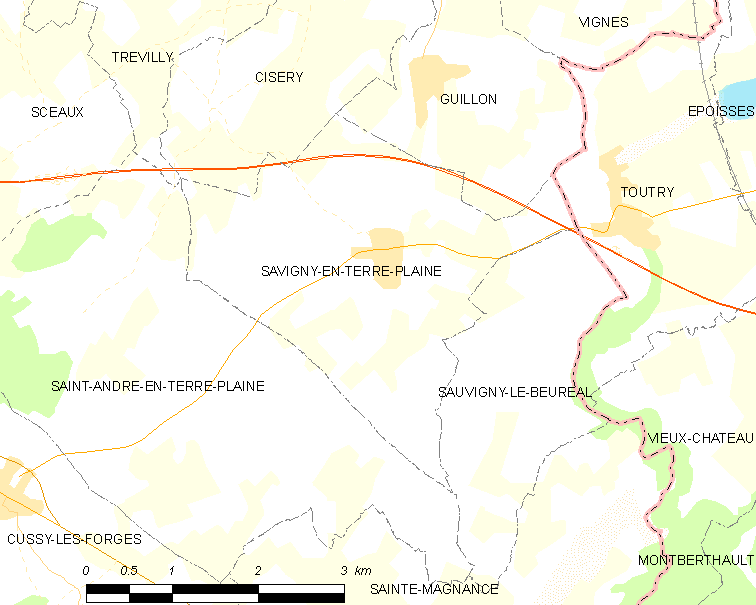
萨维尼-昂泰尔普莱讷的OSM定位图

萨维尼-昂泰尔普莱讷的时区为UTC+01:00、UTC+02:00（夏令时）。

## 行政
萨维尼-昂泰尔普莱讷的邮政编码为89420，INSEE市镇编码为89379。

## 政治
萨维尼-昂泰尔普莱讷所属的省级选区为沙布利县。

## 人口

1962-2008年间萨维尼-昂泰尔普莱讷人口变化图示

萨维尼-昂泰尔普莱讷于2022年1月1日时的人口数量为139人。